# Catherine Bonneau
 (novembre 2014).
Si vous disposez d'ouvrages ou d'articles de référence ou si vous connaissez des sites web de qualité traitant du thème abordé ici, merci de compléter l'article en donnant les références utiles à sa vérifiabilité et en les liant à la section « Notes et références ».
Catherine Bonneau, née le 7 janvier 1974, est une actrice québécoise. Active dans le doublage, elle est notamment la voix québécoise de Anna Kendrick, Amanda Seyfried, Jessica Alba, Jena Malone, Hilary Duff ainsi qu'entre autres une des voix de Sara Paxton, Evan Rachel Wood, Keira Knightley, Emma Roberts, Katie Cassidy et Scout Taylor-Compton.

## Biographie
Catherine Bonneau a été diplômée pour des études collégiales en art dramatique au Cégep St-Laurent de 1990 à 1992. Elle a également reçu une formation au Conservatoire d'art dramatique de Montréal où elle a été diplômée en 1997. Elle a ensuite fait des ateliers de doublage au Conservatoire d'art dramatique de Montréal en mars et décembre 1999.

## Théâtre
- 1997-1999 : Tu peux toujours danser de Claude Poissant, Théâtre Le Clou
- 1998 : Un fauteuil, une lampe de Serge Mandeville
- 1998 : L'histoire des Atrides de Jean-Pierre Ronfard, Salle Fred-Barry
- 2001 : Le langue-à-langue des chiens de roche de René Richard Cyr, Théâtre d'Aujourd'hui
- 2002 : Les unes les autres de Marianne Moisan, Théâtre du Versus
- 2002 : Le Bus de Luce Pelletier, Théâtre de la Récidive
- 2003 : Option multiple de Mauricio Garcia Lozano, lecture pour le FTA
- 2003 : L’arche de Noé de Caroline Lavoie, atelier de lecture CEAD

## Filmographie

### Cinéma
- 1998 : Le Pari : Alexane
- 2002 : 20h17, rue Darling : Eve
- 2004 : Le Pont : Hella
- 2006 : Je sais : Morgane

### Séries télévisées
- 1998 : Vestige : Stéphanie
- 1998 : Diva : Anne-Marie
- 1999 : Histoire d'un Canadien : Amie
- 2000-2002 : Tribu.com : Tania
- 2002 : Music Hall : Jacinthe Poitras
- 2003 : Harmonium : Monique
- 2003 : Max Inc. : Maya
- 2004 : Grande Ourse : Karine
- 2005 : Les Invincibles : Caroline
- 2006 : Rumeurs : Amoureuse
- 2009 : Les Boys : Sarah
- 2012-2013 : La Galère : Disciple
- 2012 : Toute la vérité : Barbara
- 2012 : Les Bobos : Femme de ménage
- 2014 : Trauma : Infirmière (saison 5, épisodes 6 et 10)

## Doublage

### Cinéma

#### Films
| - Anna Kendrick dans (19 films) : - Twilight : La Fascination (2008) : Jessica Stanley - La Saga Twilight : Tentation (2009) : Jessica Stanley - La Saga Twilight : Hésitation (2010) : Jessica Stanley - Scott Pilgrim vs le monde (2010) : Stacey Pilgrim - 50/50 (2011) : Catherine - La Saga Twilight: Révélation - Partie 1 (2011) : Jessica Stanley - Comment prévoir l'imprévisible (2012) : Rosie - La Force de l'ordre (2012) : Janet - La Saga Twilight: Révélation - Partie 2 (2012) : Jessica Stanley - La Note parfaite (2012) : Beca Mitchell - La Note parfaite 2 (2015) : Beca Mitchell - Le Bon Gars (2015) : Martha McKay - Mike et Dave cherchent compagnes pour mariage (2016) : Alice - Le Comptable (2016) : Dana Cummings - La Note parfaite 3 (2017) : Beca Mitchell - Une petite faveur (2018) : Stephanie Smothers - Alice, chérie (2022) : Alice - La femme de l'heure (2023) : Cheryl Bradshaw - Une autre petite faveur (2025) : Stephanie Smothers - Amanda Seyfried dans (15 films) : - Méchantes ados (2004) : Karen Smith - Mamma Mia ! (2008) : Sophie Sheridan - Le corps de Jennifer (2009) : Anita Needy Lesnicky - Lettres à Juliette (2010) : Sophie - Le Chaperon rouge (2011) : Valérie - En temps (2011) : Sylvia Weis - Disparue (2012) : Jill - Mille et une façons de mourir dans l'Ouest (2014) : Louise - Pan (2015) : Mary - Ted 2 (2015) : Samantha Leslie Jackson - Noël chez les Cooper (2015) : Ruby - La Rançon (2018) : Sunny' - Mamma Mia! C'est reparti (2018) : Sophie Sheridan - L'art de courir sous la pluie (2019) : Eve - Sept voiles (2025) : Jeanine - Jessica Alba dans (10 films) : - Leçons sur l'Oreiller (2003) : Selima - Honey (2003) : Honey Daniels - Le Porte-Bonheur (2007) : Cam Wexler - L'Œil (2008) : Sydney Wells - Le Gourou de l'amour (2008) : Jane Bullard - La Saint-Valentin (2010) : Morley Clarkson - Macheté (2010) : Sartana Rivera - La Petite Famille (2010) : Andi Garcia - Espions en herbe 4 : Tout le temps du monde (2011) : Marissa Cortez Wilson - Le Mécano : Résurrection (2016) : Gina Thornton - Jena Malone dans (6 films) : - La Maison sur la falaise (2001) : Alyssa Beck - Hunger Games : L'Embrasement (2013) : Johanna Mason - Hunger Games : La Révolte, partie 1 (2014) : Johanna Mason - Hunger Games : La Révolte - Dernière partie (2015) : Johanna Mason - Stardust (2020) : Angie Bowie - D'amour et de sang (2024) : Beth - Sara Paxton dans (6 films) : - Aquamarine (2006) : Aquamarine - Sydney White (2007) : Rachel Witchburn - Film de super-héros (2008) : Jill Johnson - La Dernière Maison sur la Gauche (2009) : Mari Collingwood - Requins 3D (2011) : Sara Palski - Défis extrêmes (2013) : Violet - Hilary Duff dans (5 films) : - Moins cher la douzaine (2003) : Lorraine Baker - Trouve ta voix (2004) : Terri Fletcher - Moins cher la douzaine 2 (2005) : Lorraine Baker - Filles matérialistes (2006) : Tanzie Marchetta - Assassins, Inc. (2008) : Yonica Babyyeah - Mischa Barton dans : - Rebelles (2001) : Mary 'Mouse' Bradford - Naïve (2001) : Grace Bailey - Oh en Ohio (2006) : Kristen Taylor - L'assassinat du président de l'école (2009) : Francesca Fachini - Olivia Thirlby dans : - Des anges dans la neige (2007) : Lila Raybern - Thérapie pour mon psy (2008) : Stephanie - Crépuscule (2011) : Natalie - Dredd 3D (2012) : Juge Cassandra Anderson - Erika Christensen dans : - Trafic (2001) : Caroline Wakefield - L'Obsédée (2002) : Madison Bell - Sisters (film, 2005) (2006) : Irene Prior - Evan Rachel Wood dans : - Simone (2002) : Lainey - Une Femme en Colère (2005) : Lavender 'Popeye' Wolfmeyer - Les Marches du pouvoir (2011) : Molly Stearns - Sonja Bennett dans : - Jeunes adultes qui baisent (2007) : Mia - Coup fumant 2 : Le bal des assassins (2010) : Jules Scott - Julie Benz dans : - George de la jungle 2 (2003) : Ursula - Rambo (2008) : Sarah Miller - Sarah Burns dans : - J't'aime mon homme (2009) : Hailey - La vie, tout simplement (2010) : Janine Groff - Julie Ann Emery dans : - Hitch (2005) : Casey Sedgewick - Rien que la vérité (2008) : Agente Boyd - Anna Friel dans : - Prisonniers du temps (2003) : Dame Claire - Terre Perdue (2009) : Holly Cantrell - January Jones dans : - Méchant malade (2003) : Gina - Folies De Graduation: Le Mariage (2003) : Candice Flaherty - Jaime King dans : - Pearl Harbor (2001) : Infirmière Betty Bayer - Drôles de blondes (2004) : Heather Vandergeld - Liza Lapira dans : - 21 (2008) : Kianna - Un amour fou (2011) : Liz - Jayma Mays dans : - Les Schtroumpfs (2011) : Grace Winslow - Les Schtroumpfs 2 (2013) : Grace Winslow | - Regine Nehy dans : - Joyeuses Funérailles (2007) : Martina - De gré ou de force (2008) : Trina - Ahna O'Reilly dans : - La Couleur des sentiments (2011) : Elizabeth Leefolt - Jobs (2013) : Chris-Ann Brennan - Cameron Richardson dans : - Supercross (2005) : Piper Cole - Alvin et les Chipmunks (2007) : Claire Wilson - Talulah Riley dans : - Orgueil et Préjugés (2005) : Mary Bennet - École pour filles (2007) : Annabelle Fritton - Jessica Simpson dans : - Shérif, fais-moi peur (2005) : Daisy Duke - L'Employé du Mois (2006) : Amy Renfro - Scout Taylor-Compton dans : - Halloween (2007) : Laurie Strode - Halloween 2 (2009) : Laurie Strode - Sarah Wright dans : - La Bunny du campus (2008) : Ashley - Majeur et vacciné (2013) : Nicole - 2000 : Il cielo cade : Maria (Azzurra Antonacci) - 2001 : Espion malgré lui : Yong (Vivian Hsu) - 2002 : Joue-la comme Beckham : Juliette 'Jules' Paxton (Keira Knightley) - 2002 : Le Virtuose : Lili (Chen Hong) - 2002 : Un Américain bien tranquille : Phuong (Do Thi Hai Yen) - 2003 : Darkness Falls: La Ville des Ténèbres : Caitlin Greene (Emma Caulfield) - 2003 : Adaptation : Alice (Judy Greer) - 2003 : Plusse Cloche et Très Zidiot: Quand Harry rencontre Lloyd : Cindy / Ching Chong (Michelle Krusiec) - 2003 : Morts de peur 2 : Chelsea Farmer (Lena Cardwell) - 2003 : Pilote de Kart : Dahlia Stone (Amanda de Martinis) - 2004 : Entre sœurs II : Déchaînées : Ghost (Tatiana Maslany) - 2004 : Confessions d'une jeune diva : Robin (Barbara Mamabolo) - 2004 : Piégés : Alex (Meghan Ory) - 2004 : La Reine du Bal : Carly (Tamara Hope) - 2004 : Vengeance en pyjama : Molly (Katija Pevec) - 2004 : La Grande Débandade : Jill (Mayko Nguyen) - 2004 : Le Gros Albert : Doris (Kyla Pratt) - 2005 : Catastrophe Naturelle: Tremblement de Terre : Cherie (Zoe Thorne) - 2005 : Moi, toi et tous les autres : Rebecca (Najarra Townsend) - 2005 : Geisha : Sayuri (Zhang Ziyi) - 2006 : Terreur sur la ligne : Tiffany Madison (Katie Cassidy) - 2006 : La Prophétie des Andes : Marjorie (Sarah Wayne Callies) - 2006 : Cauchemar américain : Betsy Bell (Rachel Hurd-Wood) - 2006 : Rapides et Dangereux : Tokyo Drift : Neela (Nathalie Kelley) - 2006 : John Tucker doit mourir : Kate (Brittany Snow) - 2006 : Rage meurtrière 2 : Trish Kimble (Jennifer Beals) - 2007 : Oncle P : Tiffany (Dina Lynne Morishita) - 2007 : Heure limite 3 : Soo Yung (Zhang Jingchu) - 2007 : Son meilleur coup : Tutti (Lalaine Vergaras-Paras) - 2007 : Lars et l'Amour en Boîte : Margo (Kelli Garner) - 2007 : Terreur à l'Halloween : Janet (Moneca Delain) - 2007 : Le tout pour le tout - À nous la victoire : Chelsea (Jennifer Tisdale) - 2008 : La Route des campus : Nancy Carter (Brenda Song) - 2008 : La Guerre des Mondes 2: La nouvelle vague : Sissy (Danna Brady) - 2008 : Obturateur : Seiko (Maya Hazen) - 2008 : Le Royaume interdit : Ni Chang, la sorcière (Li Bingbing) - 2008 : Le Dernier coup : Alana (Ashley Johnson) - 2008 : La Momie : La Tombe de l'empereur Dragon : Lin (Isabella Leong) - 2008 : Bienvenue à l'université : Heather (Camille Mana) - 2008 : High School Musical 3 : La Dernière Année : Kelsie Neilsen (Olesya Rulin) - 2008 : Lancé-Frappé 3: La Ligue Junior : Shayne Baker (Emma Lahana) - 2008 : Gran Torino : Sue (Ahney Her) - 2009 : Boogeyman 3 : Audrey (Nikki Sanderson) - 2009 : Des Vacances de Printemps d'Enfer : '7-3' (Kristin Cavallari) - 2009 : L'Effet papillon 3: Révélations : Jenna Reide (Rachel Miner) - 2009 : Adoration : Rachel (Rachel Blanchard) - 2009 : Je t'aime, Beth Cooper : Cameron 'Cammy' Alcott (Lauren London) - 2009 : Le tout pour le tout: Un combat à finir : Christina (Nikki SooHoo) - 2010 : Ados en révolte : Lacey (Ari Graynor) - 2010 : Le Trotski : Sarah Bronstein (Tommie-Amber Pirie) - 2010 : Mords-moi sans hésitation : Iris (Kelsey Ford) - 2010 : Secretariat : Kate Tweedy (Amanda Michalka) - 2011 : Frissons 4 : Jenny Randall (Aimee Teegarden) - 2011 : Le Grand Soir : Ali Gomez (Janelle Ortiz) - 2011 : Sortie fatale 4 : Kenia (Jennifer Pudavick) - 2011 : Le Gardien d'enfants : Roxanne (Kylie Bunbury) - 2012 : Flicka: Fierté des plaines : Mary Malone (Emily Bett Rickards) - 2012 : Piranha 3DD : Ashley (Meagan Tandy) - 2012 : Le Téléphone rose : Lauren Powell (Lauren Miller) - 2013 : Gatsby le Magnifique : Catherine (Adelaide Clemens) - 2013 : Rives du Pacifique : Mako Mori (Rinko Kikuchi) - 2018 : Avec Amour, Simon : Abby Suso (Alexandra Shipp) |

#### Films d'animation
- 2007 : TMNT : Les Tortues Ninja : Karai
- 2013 : Fuyons la planète Terre : Lena Thackleman

### Télévision

#### Téléfilms
- 2006 : Un héritage de terreur : Kathleen Coyne (Anna Silk)
- 2009 : Jugement Sans Appel : Lucy (Tommie-Amber Pirie)
- 2009 : La Bague de Sophia : Madison Byrne (Rebecca Mader)
- 2013 : La candidate idéale : Mallory Parkes (Rachel Blanchard)

#### Séries télévisées
- 2001-2003 : Edgemont : Kat Deosdade (Meghan Black)
- 2008-2010 : Les Tudors : Jane Boleyn (Joanne King)
- 2009-2010 : Indie à tout prix : Ruby Patel (Nikki Shah)
- 2011-2012 : Maddy en série : Tiara (Cristine Prosperi)